# Elliotomyia
Elliotomyia é um gênero de aves apodiformes pertencente à família dos troquilídeos, que inclui os beija-flores. O gênero possui duas espécies, anteriormente classificadas dentro de Amazilia, introduzido pelo naturalista René Primevère Lesson, atualmente considerado um sinônimo no caso das espécies chionogaster e viridicauda; que se distribuem principalmente nas regiões andina, que apresenta uma espécie endêmica, e nas proximidades rio-platenses ao oeste do continente sul-americano, embora alguns identificadores internacionais incluam o centro-oeste ou norte brasileiros, em registros realizados em florestas secundárias ou altamente degradadas, paisagens semiabertas, matas arbustivas, plantações de Cactaceae ou bosques de Eucalyptus, introduzidas pela atividade humana nos países por onde se distribui.
Com ambas as espécies sendo muito frequentes em toda a sua área de distribuição, a União Internacional para a Conservação da Natureza classifica ambos os beija-flores dentro de Elliotomyia (e por convenção da BirdLife International, Amazilia) em "espécie pouco preocupante". A espécie com maior distribuição entre estes dois beija-flores se encontra na lista das 84 espécies com distribuição no Brasil conforme registros anteriores e, no caso do beija-flor-peruano (Elliotomyia viridicauda) entre as espécies de aves que são endêmicas do Peru.

## Descrição
Estes beija-flores apresentam uma média entre 9 aos 12 centímetros de comprimento, enquanto sua média de peso varia entre 4,5 a 6 gramas para as fêmeas, e 4,9 e 6,7 para os machos, normalmente encontrados com 5,5 e 6,0 gramas, respectivamente. Comumente, os machos apresentam plumagem mais colorida do que as fêmeas, embora um bico preto retilíneo com a mandíbula rosada na extremidade e pés pequenos e pretos sejam características comuns a ambos sexos. A plumagem de ambos os beija-flores apresentam as partes superiores verdes-brilhantes, que se torna um verde-bronzeado ou azul-brilhante. Ao que as partes inferiores são esbranquiçadas desde o queixo até às coberteiras infracaudais com manchas esverdeadas nas laterais do queixo e da garganta. A cauda é verde -acinzentada ou verde-dourada. O dimorfismo sexual se manifesta nas manchas da garganta, que são em maior quantidade, e queixo de cor creme; os juvenis são visualmente similares às fêmeas, porém com a coloração nata da garganta indo até o abdômen. São beija-flores sedentários, realizando quase nenhuma diferença ou migração em sua dispersão.

## Distribuição e habitat
Estes beija-flores podem ser encontrados ao centro-sul do continente sul-americano, principalmente nas regiões da encosta leste dos andes peruanos, dentro do departamento de Huánuco ao sul até Cuzco, bem como na cidade de Machu Picchu. O beija-flor-verde-e-branco, além de distribuir-se simultaneamente nos departamentos do beija-flor-peruano, se encontra em departamentos de Amazonas e de Puno, no extremo-sudeste do Peru, seguindo ao sul até a Argentina, por meio da Bolívia. Em território rio-platense, se distribui  pela província de La Rioja e, pelo leste, no estado do Mato Grosso. Habitam paisagens semi-abertas como clareiras das florestas primárias ou secundárias, nas florestas tropicais e subtropicais úmidas próximas a matagais, cerrados, plantações e jardins. Além disso, frequentemente podem ser encontrados próximos de plantações ou cultivares de Cacteceae, como Agave, e em bosques de Alnus ou Eucalyptus. Os beija-flores podem ser encontrados em altitudes que vão de 450 aos 2000 metros de altitude, ocasionalmente indo a 2800 metros acima do nível do mar.

## Sistemática e taxonomia
Esse gênero foi introduzido primeiramente no ano de 2019, pelo botânico e observador de aves nascido na cidade de Portland, F. Garfield Stiles III, uma influente figura no estudo de beija-flores em colaboração com James van Remsen, Jr., editor do Howard and Moore Complete Checklist of the Birds of the World, em uma decisão do South American Classification Committee (SACC), para a reclassificação de Trochilidae a partir de estudos filogenéticos moleculares publicados em 2007 até 2014 por Jimmy McGuire no Current Biology e no Zootaxa, que consequentemente originaram seis subfamílias e suas respectivas tribos em oposição à taxonomia original, que incluía duas subfamílias. No ano de 2017, essas espécies seriam movidas para o gênero Elliotia, que era constituído anteriormente por duas espécies de Amazilia; com os estudos, muitas das espécies seriam repassadas para outros gêneros inclusive monotípicos, a partir de características dos genomas amostrados. Em uma classificação revisada para a introdução de gêneros monofiléticos, após a descoberta de que Amazilia era polifilético, as duas espécies, beija-flor-verde-e-branco e o beija-flor-peruano, seriam movidas para Elliotomyia.

### Espécies[2][6]
- Elliotomyia chionogaster (Tschudi, 1846), beija-flor-verde-e-branco — pode ser encontrada no centro do Peru, Bolívia, nas antigas Províncias Rio-pratenses e pelo centro-oeste do Brasil
  - Elliotomyia chionogaster chionogaster (Tschudi, 1846) — subespécie nominal; pode ser encontrado no centro e norte do Peru
  - Elliotomyia chionogaster hypoleuca (Gould, 1846) — pode ser encontrado no sudeste do Peru até a Bolívia, Paraguai, noroeste da Argentina e Mato Grosso
- Elliotomyia viridicauda (Berlespch, 1883), beija-flor-peruano — pode ser encontrado exclusivamente no Peru, nos departamentos de Huánuco ao sul de Cuzco, principalmente em Machu Picchu